# Шерлок Млађи
Шерлок Млађи (енгл. Sherlock Jr.) је амерички неми хумористички филм из 1924. године, режисера и главног глумца Бастера Китона, према сценарију који су написали Клајд Брукман, Џин Хавез и Џозеф А. Мичел. Споредне улоге тумаче Кетрин Мегвајер, Џо Китон и Ворд Крејн.
Године 1991, Конгресна библиотека је изабрала филм за чување у Националном регистру филмова Сједињених Држава због „културног, историјског или естетског значаја”. Амерички филмски институт га је 2000. године, као део своје серије 100 година АФИ-ја..., рангирао на 62. место на листи најсмешнијих филмова свих времена (100 година АФИ-ја... 100 комедија).

## Радња
Бастеров лик је домар и филмски оператер у једном биоскопу. Када је биоскоп празан, он чита књигу о томе како бити детектив. Он је заљубљен у прелепу симпатичну девојку, али, има ривала, „локалног шеика”. Ни један ни други немају много новца. Он проналази новчаницу од једног долара у смећу које је помео у предворју. Узима је и додаје на 2 долара које има. Међутим, долази једна девојка и каже му да је изгубила долар, те јој га он враћа. Затим, тужна старица такође тврди да је изгубила долар, па јој га он даје, при чему му остаје само 1 долар. Један човек долази, претражује ђубре и налази новчаник пун новца.
Оператер купује кутију чоколаде од 1 долара, све што може да приушти, и исправља цену на 4 долара пре него што је однесе девојци. Касније јој даје прстен.
Шеик долази у кућу и краде џепни сат девојчиног оца и залаже га за 4 долара. Са тим новцем купује девојци кутију чоколаде од 3 долара. Када њен отац примети да му сат недостаје, шеик кришом убацује потврду о залогу у оператеров џеп. Оператер, који жели да буде детектив, нуди да разреши злочин, али када му у џепу нађу потврду о залогу, протерују га из девојчиног дома.
Међутим, када шеик оде, оператер иде уско иза њега и прати сваки његов покрет. Девојка носи потврду о залогу у залагаоницу и тражи од власника да опише ко ју је заложио. Он јој показује на шеика напољу.
Док приказује филм (рекламиран у предворју као Срца и бисери) о крађи бисерне огрлице, оператер заспи и сања да улази у филм као детектив Шерлок Млађи. Остале глумце замењују оператерови „прави” познаници. Сан почиње крађом коју је починио зликовац уз помоћ батлера. Девојчин отац позива највећег детектива на свету и долази Шерлок Млађи.
У страху да ће бити ухваћени, зликовац и батлер покушавају да убију Шерлока кроз неколико замки, отров и сложену партију билијара са експлозивном куглом. Када ништа од овога не успе, зликовац и батлер покушавају да побегну. Шерлок Млађи их прати до складишта, али је бројчано надјачан од стране банде којој је зликовац продао огрлицу. Током сукоба, Шерлок открива да су киднаповали девојку. Уз помоћ свог асистента, Џилета, Шерлок Млађи успева да спасе девојку, а после потере аутомобилом успева и да победи банду.
Када се пробуди, појављује се девојка да му каже да су она и њен отац сазнали идентитет правог лопова након што је отишла у залагаоницу да види ко је заправо заложио џепни сат. Док се на филмском платну одиграва сцена помирења, оператер опонаша романтично понашање главног глумца.

## Улоге
- Бастер Китон као оператер / Шерлок Млађи — сиромашни, млади биоскопски оператер који жели да се ожени девојком. Жели да буде детектив и када заспи, сања да је Шерлок Млађи, најбољи детектив на свету.
- Кетрин Магвајер као девојка — ћерка богатог човека у коју је оператер заљубљен. У сну је мора спасити Шерлок Млађи.
- Џо Китон као девојчин отац — богати човек, који не жели да се његова ћерка уда за лопова. У сну је такође веома богат.
- Ервин Конели као најамник / батлер — најамник девојчиног оца. У сну је саучесник у крађи огрлице.
- Ворд Крејн као локални шеик / зликовац — нитков коме се свиђа девојка. Он краде џепни сат, а у сну је зликовац који краде огрлицу.
- Форд Вест као управник биоскопа / Џилет — оператеров шеф у стварном свету. У сну је Шерлоков помоћник. (непотписан)
- Џејн Конели као мајка (непотписана)
- Џорџ Дејвис као завереник (непотписан)
- Дорис Дин као девојка која је изгубила долар испред биоскопа (непотписана)
- Кристин Френсис као продавачица слаткиша (непотписана)
- Бетси Ен Хајл као девојчица (непотписана)
- Кјупи Морган као завереник (непотписан)
- Стив Марфи као завереник (непотписан)
- Џон Патрик као завереник (непотписан)

## Продукција
Филм је првобитно назван The Misfit, а продукција је почела јануара 1924. у Лос Анђелесу. Китон је касније изјавио да је сцена где његов лик ушета на екран и у филм била „разлог за стварање целог филма... Само та једна ситуација.” Након што ју је претходно ангажовао у филму Три епохе, Китон је за главну глумицу одабрао Мерион Харлан, али се она разболела и заменила ју је глумица у успону Кетрин Магвајер из студија Keystone, која је претходно глумила у филму Тихи позив и била је WAMPAS млада звезда 1923. године.
Китон је првобитно ангажовао Роскоа Арбакла као свог коредитеља за филм. Арбакл је открио Китона, чија је каријера била у застоју, након што је оптужен за силовање Вирџиније Рапе 1921. године. Током скандала и судског спора, Арбакл је изгубио своју вилу и аутомобиле и био је у дуговима од 750.000 долара. Китон је желео да помогне свом старом пријатељу и ангажовао је Арбакла под псеудонимом „Вилијам Гудрич”. Верује се да је идеја за филм била омаж Оскару Хајнриху, форензичару који је учествовао у суђењу Арбаклу. Снимање је почело добро и Арбакл је био срећан што се вратио на сет, али након што је Китон исправио грешку коју је направио Арбакл, његов став се драматично променио.
Арбакл је постао љут и нападан на снимању, викао је на глумце и према Китону је постао „зацрвенео и бесан... [скандал] је само променио његово расположење”. У својој аутобиографији, Китон је тврдио да је са Арбаклом било тешко радити и он је средио да уместо њега режира Црвени млин како би Китон могао сам да заврши овај филм. Црвени млин је почео са продукцијом тек 1927. године. Арбаклова друга супруга Дорис Дин је касније тврдила да је Арбакл режирао цео филм и да га је сам осмислио.
Продукција је укључивала једну од Китонових најпознатијих незгода на сету. У сцени у којој је Китон зграбио цев за воду док је ходао на покретном вагону воза, вода се неочекивано обрушила на Китона много јаче него што се очекивало, бацивши га на земљу. Китонов потиљак је ударио о челичну шину на тлу и натерао га да се онесвести. Бол је био толико интензиван да је Китон морао да престане да снима касније тог дана и имао је „заслепљујуће главобоље” недељама након тога, али је наставио да ради, због свог добро познатог високог прага физичког бола.
Тек 1935. доктор је на рендгенском снимку приметио жуљ преко прелома Китоновог горњег пршљена. Доктор је обавестио Китона да је сломио врат током несреће девет година раније и да то није схватио. Било је познато да је Китон увек лично изводио своје вратоломије, а ово није била једина несрећа на сету. У другој сцени, мотоцикл који је Китон возио је проклизао и забио се у две камере, оборивши Едија Клајна и бацивши Китона на оближњи аутомобил.
Шерлок Млађи је такође био Китонов најкомпликованији филм за специјалне оптичке ефекте и трикове са камером. Најпознатији трик у филму укључује Китона који скаче у мали кофер и нестаје. Китон је касније рекао да је то био стари водвиљски трик који је измислио његов отац, а касније га је извео у емисији Еда Саливана 1957. године, али никада није јавно открио како је то урадио. Трик је изведен са скривеним вратима иза кофера и глумцем који је лежао хоризонтално са дугом одећом која је скривала његов одсутни доњи торзо, што је потом омогућило глумцу да глатко падне напред и хода као да је одувек стајао окомито.
Китон је касније рекао да су „потрошили много времена на добијање тих сцена”. Снимање је трајало четири месеца, док је Китону обично требало два месеца да заврши играни филм. Монтажа је такође била компликована и трајала је дуже него иначе. Китон је касније открио филмском историчару Кевину Браунлоу да је „сваки камерман у послу отишао да види тај филм више пута, покушавајући да схвати како смо, дођавола, урадили нешто од тога”.
Китон је приказао рани пример филма унутар филма у секвенци сна. Његов лик напушта оператерску просторију и одлази пред платно, а затим улази у филм који се приказује. Китон је касније објаснио да је овај штос постигнут коришћењем осветљења: „Направили смо бину са великим црним изрезаним екраном. Затим смо направили седишта у првом реду и рупу за оркестар... Осветлили смо бину тако да је изгледало као да се филм приказује на платну”.
Китонов лик је неколико пута избачен из филма, али је на крају успео да остане, а затим је приказан у низу различитих сцена, укључујући парк, језеро и пустињу, кроз серију резова. Ово је било јединствено у то време јер је постојао континуитет у сценама и ову стратегију су филмски ствараоци раније ретко користили. Китон и његов камерман су то успели да ураде користећи геодетске инструменте да позиционирају Китона и камеру на прецизним растојањима и позицијама да подрже илузију континуитета.

## Пријем

### Објављивање и критике
Китон је први пут приказао филм у Лонг Бичу у Калифорнији. Иако је публика била запањена због неких специјалних ефеката, било је врло мало смеха, а Китон је почео да ремонтује филм како би га учинио смешнијим. Међутим, друга претпрегледна пројекција била је више разочаравајућа од прве, а Китон је наставио да скраћује филм. Продуцент Џозеф Шенк је желео да Китон дода још 1.000 стопа филма (отприлике 11 минута), али је Китон одбио.
Филм је преименован у Шерлок Млађи и објављен је 21. априла 1924. године. Зарадио је 448.337 долара, нешто мање од Три епохе. Китон је сматрао да је филм „у реду [али] није један од великих”, вероватно због чињенице да је то био његов први прави неуспех након 25-годишње каријере на сцени и платну.
Поред осредње зараде, Шерлок Млађи је добио помешане критике. The New York Times је похвалио филм, тврдећи да има „неке од најбољих трикова на платну икада уграђене у комедију”, као и Photoplay, који га је назвао „ретким и освежавајућим”. Друге похвале стигле су од листова The Los Angeles Times, The Washington Post и The Atlanta Constitution. Picture Play је критиковао филм, писавши да је лишен „генијалности и оригиналности”. Variety је тврдио да је смешан колико и „операциона сала у болници”. Едмунд Вилсон из часописа The New Republic критиковао је Китонов наступ зато што није имао довољно развоја ликова, као и филм уопште због превише „машинерије и вратоломије”.

### Наслеђе
Године 2005, часопис Time је прогласио Шерлока Млађег за једног од 100 најбољих филмова свих времена. Часопис је навео: „Беспрекорни комичар режира себе у беспрекорној немој комедији... Да ли је ово, као што су неки критичари тврдили, пример примитивног америчког надреализма? Наравно. Али хајде да се не замарамо. Више је пример америчког минимализма — једноставним предметима и покретима манипулише се на неозбиљно сложене начине како би изазвала стална растућа бура смеха. Цела ствар траје само 45 минута, од којих ни секунда није изгубљена. У доба кад већина комедија узима замах али не удара, ово је најдрагоценија од врлина.”
Филмски критичар Денис Шварц написао је да је Шерлок Млађи „једна од Бастерових супериорних немих комедија која је позната по свом уобичајеном безобзирном хумору, шаљивом слепстику, броју веома смешних гегова, бројним иновативним техничким достигнућима и томе да је он лично изводио своје вратоломије (укључујући ону опасну где је висио са цеви повезаним са огромним резервоаром за воду док се вода излила и бацила га на железничку пругу, ломећи му врат скоро до тачке да га је сломила. Китон је годинама патио од тешких мигрена након што је направио ово филм).”
На сајту Rotten Tomatoes филм држи рејтинг одобравања од 94%, на основу 17 критичара, са просечном оценом од 9,7/10.
Године 2012, филм је био рангиран на 61. месту на листи најбоље монтираних филмова свих времена по избору чланова Удружења филмских монтажера. Имао је велики утицај на филм Вудија Алена из 1985. године, Пурпурна ружа Каира. У истраживању часописа Sight & Sound из 2012. године, у анкети критичара је рангиран као 59. најбољи филм икада снимљен. Године 2015. Шерлок Млађи је заузео 44. место на BBC-јевој листи 100 најбољих америчких филмова, за коју су гласали филмски критичари из целог света.
У четрдесетом минуту филма, Бастер притиска кочнице аутомобила који вози, због чега се шасија зауставља, а каросерија наставља да иде. Овај гег је употребљен у филму о Џејмсу Бонду из 1987. године, Дах смрти.
Дана 1. јануара 2020. филм је ушао у јавно власништво у Сједињеним Државама.

### Награде
Године 1991. Конгресна библиотека је изабрала овај филм за чување у Националном регистру филмова Сједињених Држава због „културног, историјског или естетског значаја”.
Филм се нашао на 62. месту листе 100 година АФИ-ја... 100 комедија Америчког филмског института.